# Pseudenaria bidens
Pseudenaria bidens är en skalbaggsart som beskrevs av Marc Lacroix 1993. Pseudenaria bidens ingår i släktet Pseudenaria och familjen Melolonthidae. Inga underarter finns listade i Catalogue of Life.